# Zawód glina
Zawód glina (ang. The Job, 2001–2002) – amerykański serial komediowy stworzony przez Denisa Leary'ego i Petera Tolana.
Jego światowa premiera odbyła się 14 marca 2001 roku na kanale ABC. Ostatni odcinek został wyemitowany 24 kwietnia 2002 roku. W Polsce serial nadawany był na kanale TVN 7.

## Opis fabuły
Serial opowiada o perypetiach nowojorskiego policjanta, Mike'a McNeila, którego metody detektywistyczne świetnie sprawdzają się w pracy, ale są powodem wielu kłopotów w życiu osobistym.

## Obsada
- Denis Leary jako Mike McNeil
- Wendy McKenna jako Karen McNeil
- Karyn Parsons jako Toni
- Bill Nunn jako Terrence „Pip” Phillips
- Diane Farr jako Jan Fendrich
- Adam Ferrara jako Tommy Manetti
- Lenny Clarke jako Frank Harrigan
- John Ortiz jako Ruben Sommariba
- Keith David jako Williams
- Julian Acosta jako Rodriguez

## Spis odcinków
| N/o            | Tytuł angielski |
| -------------- | --------------- |
|                |                 |
| SERIA PIERWSZA |                 |
|                |                 |
| 01             | Pilot           |
|                |                 |
| 02             | Elizabeth       |
|                |                 |
| 03             | Bathroom        |
|                |                 |
| 04             | Foot            |
|                |                 |
| 05             | Massage         |
|                |                 |
| 06             | Anger           |
|                |                 |
| 07             | Sacrilege       |
|                |                 |
| 08             | Soup            |
|                |                 |
| 09             | Telescope       |
|                |                 |
| 10             | Gina            |
|                |                 |
| 11             | Quitter         |
|                |                 |
| 12             | Gay             |
|                |                 |
| 13             | Vacation        |
|                |                 |
| 14             | Neighbor        |
|                |                 |
| 15             | Boss            |
|                |                 |
| 16             | Dad             |
|                |                 |
| 17             | Parents         |
|                |                 |
| 18             | Barbecue        |
|                |                 |
| 19             | Betrayal        |
|                |                 |